# Fissicepheus vicinus
Fissicepheus vicinus är en kvalsterart som beskrevs av Aoki 1986. Fissicepheus vicinus ingår i släktet Fissicepheus och familjen Tetracondylidae. Inga underarter finns listade i Catalogue of Life.